# Rosmarie Tissi

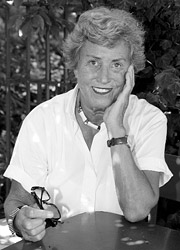
Rosmarie Tissi

Rosmarie Tissi (geboren am 13. Februar 1937 in Thayngen, Schweiz) ist eine Schweizer Grafikerin und Plakatkünstlerin.

## Leben und Wirken
Rosmarie Tissi begann ihre Ausbildung 1953 an der Kunstgewerbeschule Zürich, entschied sich nach einem Jahr jedoch für eine vierjährige Berufslehre. Ab 1958 arbeitete Rosmarie Tissi für Siegfried Odermatt, mit dem sie im Jahr 1968 gleichberechtigt eine Ateliergemeinschaft in Zürich gründete. Die Arbeitsweise von Odermatt & Tissi sieht Austausch und Kritik, jedoch nur selten gemeinsame Projekte vor, daher können die Arbeiten in der Regel eindeutig einem der beiden zugeordnet werden.
Rosmarie Tissi lehrte u. a. an der Yale University, gab Workshops an der University of the Arts in Philadelphia, der Elisava in Barcelona und der Tongji University in Shanghai. 1957 wurden einige ihrer Arbeiten in der Zeitschrift Schweizer Neue Grafik veröffentlicht, 1974 wurde sie als eine der ersten Frauen in die Alliance Graphique Internationale (AGI) aufgenommen.
Rosmarie Tissi gewann 1976 den ersten Preis der 11. Internationalen Poster-Biennale in Warschau. 1992 wurde sie in den Art Directors Club aufgenommen. 2018 wurde sie mit dem Schweizer Grand Prix Design geehrt.
Rosmarie Tissi gibt regelmässig Workshops. In einem Interview merkt sie an, als Lehrende festgestellt zu haben, dass Frauen in der Ausbildung häufig bessere Leistungen erbringen, dann jedoch «verschwänden»; nur wenige würden sich einen Namen machen.

## Werke
Tissis Arbeiten wurden international ausgestellt, u. a. in New York; das Gewerbemuseum Winterthur widmete den Gestaltern 2009 eine umfangreiche Einzelausstellung. Zahlreiche Arbeiten befinden sich in Sammlungen wie denen der Neuen Sammlung München, dem Plakatmuseum Essen, dem MoMA, dem National Museum of Modern Art in Tokio sowie der Library of Congress.

## Ausstellungen
- Visual Graphics Gallery, New York 1966
- Hochschule für Gestaltung, Offenbach am Main, 1984
- Warsaw Poster Museum, 1988
- Reinhold Brown Gallery Tokyo, 1992
- German Poster Museum, Essen, 1996
- Ginza Graphic Gallery Tokyo, 1998
- Gewerbemuseum Winterthur, 2009
- Kulturzentrum Sternen, Thayngen, 2013
- Pratt Gallery, New York, 2018

## Rezeption
Rosmarie Tissi gehört zu den wenigen Grafikerinnen, die sich früh in der Plakatgestaltung einen Namen machten und einen eigenständigen Stil entwickelten. Sie gehört zu der Generation von Gestaltern, die sich gegen die einengende Strenge des Swiss Style wehrte, ohne Modernität, Klarheit und Reduktion grundsätzlich zu verwerfen. Ihre Arbeiten gehen flexibel, phantasievoll und spielerisch mit dem Raster um, sind farbintensiv und haben häufig einen illustrativen Ansatz. Charakteristisch ist die prägnante Verbindung von Form und Inhalt, bei der die Bildebene die Textebene nicht bloß verdoppelt, sondern deren Aussage erweitert.